# Cribrarula gaskoini
Espèce
Synonymes
- Cribrarula gaskoinii (sic)[2]
- Cypraea gaskoini L. A. Reeve, 1846[3]
- Cypraea gaskoini Reeve, 1846[2]

Cribrarula gaskoini est une espèce de mollusques gastéropodes appartenant à la famille des Cypraeidae et au genre Cribrarula.

## Répartition
Océan Pacifique : Hawaii et Fidji.

## Description
- Longueur : 10 à 27 mm.

## Étymologie
Son nom spécifique, gaskoini, lui a été donné en l'honneur de J.S. Gaskoin.

## Taxonomie
Dans ses publications, Reeve reprend parfois par erreur cette espèce sous le nom d'espèce de Cypraea gaskoinii alors qu'il la nomme Cypraea gaskoini lors de sa description initiale en lui donnant également le nom vernaculaire de Gaskoin's Cowrey.

## Publication originale
- Reeve, 1846 : Conchologia iconica, or, Illustrations of the shells of molluscous animals. vol. 3 (texte intégral) (en) et (la).